# Stephanophyllia fungulus
Stephanophyllia fungulus är en korallart som beskrevs av Alcock 1902. Stephanophyllia fungulus ingår i släktet Stephanophyllia och familjen Micrabaciidae. Inga underarter finns listade i Catalogue of Life.